# Ultraleichtfluggelände Schwaigern-Stetten

i7
i11
i13
Das Ultraleichtfluggelände Schwaigern-Stetten liegt im Stadtteil Stetten am Heuchelberg der Stadt Schwaigern im Landkreis Heilbronn in Baden-Württemberg. Der Platzhalter und Betreiber ist Heribert Dörr.

## Lage
Das Ultraleichtfluggelände liegt etwa 5 km westlich von Schwaigern.

## Flugbetrieb
Das Ultraleichtfluggelände besitzt eine Betriebsgenehmigung für Ultraleichtflugzeuge. Es ist mit einer 330 m langen und 15 m breiten Start- und Landebahn aus Gras (Richtung 08/26) ausgestattet. Es dient den Flugaktivitäten des Genehmigungsinhabers sowie der UL Fliegergruppe IG Schwaigern-Stetten. Nicht am Platz ansässige Luftfahrzeuge benötigen eine Genehmigung des Platzhalters, um in Schwaigern-Stetten starten und landen zu dürfen (PPR).

## Geschichte
Das Ultraleichtfluggelände Schwaigern-Stetten wurde am 15. November 2022 genehmigt. Die Betriebsaufnahme wurde am 9. November 2022 gestattet.